# Trichiohelcon
Trichiohelcon är ett släkte av steklar. Trichiohelcon ingår i familjen bracksteklar.
Kladogram enligt Catalogue of Life:
| Trichiohelcon | \| \| Trichiohelcon phoracanthae \| \| \| \| \| \| Trichiohelcon rufoniger \| \| \| \| |
|               | \| \| Trichiohelcon phoracanthae \| \| \| \| \| \| Trichiohelcon rufoniger \| \| \| \| |
|               | Trichiohelcon phoracanthae                                                             |
|               |                                                                                        |
|               | Trichiohelcon rufoniger                                                                |
|               |                                                                                        |